# Never Alone
Never Alone (niderl. Je vecht nooit alleen) – singiel holenderskiego zespołu muzycznego 3JS wydany w 2011 i umieszczony na trzecim albumie studyjnym grupy pt. Dromers en dwazen z 2011. Utwór napisali członkowie 3JS: Jan Dulles, Jaap Kwakman i Jaap de Witte
Sesja nagraniowa piosenki odbyła się w ICP Recording Studios w Brukseli i w Votown Studio w Volendamie. Masteringu utworu dokonano w studiu Amsterdam Mastering.
Utwór reprezentował Holandię w 56. Konkursie Piosenki Eurowizji w Düsseldorfie.

## Lista utworów
Never Alone
CD single
1. „Never Alone” – 2:57
2. „Never Alone” (Karaoke Version) – 2:58
3. „Never Alone” (Wideo) – 2:56

Je vecht nooit alleen
CD single
1. „Je vecht nooit alleen”
2. „Satisfied mind”
3. „Something Fine”

## Notowania na listach przebojów
| Kraj     | Lista (2011)   | Najwyższe miejsce |
| -------- | -------------- | ----------------- |
| Holandia | Single Top 100 | 1                 |
| Holandia | Dutch Top 40   | 12                |